# Olympische Sommerspiele 2004/Teilnehmer (Malaysia)
| Gelbes Symbol für Goldmedaillen mit stilisierten Olympischen Ringen | Graues Symbol für Silbermedaillen mit stilisierten Olympischen Ringen | Braundes Symbol für Bronzemedaillen mit stilisierten Olympischen Ringen |
| ------------------------------------------------------------------- | --------------------------------------------------------------------- | ----------------------------------------------------------------------- |
| —                                                                   | —                                                                     | —                                                                       |

Malaysia nahm an den Olympischen Sommerspielen 2004 in Athen, Griechenland, mit einer Delegation von 26 Sportlern (24 Männer und zwei Frauen) teil.

## Teilnehmer nach Sportarten

### Badminton
- Wong Choong Hann
Einzel: 9. Platz

- Lee Chong Wei
Einzel: 9. Platz

- Roslin Hashim
Einzel: 17. Platz

- Choong Tan Fook
Doppel: 5. Platz

- Lee Wan Wah
Doppel: 5. Platz

- Chan Chong Ming
Doppel: 9. Platz

- Chew Choon Eng
Doppel: 9. Platz

- Chin Eei Hui
Frauen, Doppel: 9. Platz

- Wong Pei Tty
Frauen, Doppel: 9. Platz

### Bogenschießen
- Mon Redee Sut Txi
Frauen, Einzel: 44. Platz

### Gewichtheben
- Mohamed Faizal Baharom
Bantamgewicht: DNF

### Leichtathletik
- Nazmizan Mohamad
200 Meter: Vorläufe

- Yuan Yu Fang
Frauen, 20 Kilometer Gehen: 35. Platz

### Radsport
- Josiah Ng
Sprint: 11. Platz
Keirin: 6. Platz

### Schießen
- Bernard Yeoh
Trap: 34. Platz

- Ricky Teh
Skeet: 40. Platz

### Schwimmen
- Allen Ong
50 Meter Freistil: 46. Platz
100 Meter Freistil: 50. Platz

- Saw Yi Khy
1500 Meter Freistil: 32. Platz

- Alex Lim
100 Meter Rücken: 15. Platz
200 Meter Rücken: 21. Platz

- Siow Yi Ting
Frauen, 100 Meter Brust: 36. Platz
Frauen, 200 Meter Brust: 21. Platz
Frauen, 200 Meter Lagen: 22. Platz

### Segeln
- Kevin Lim
Laser: 24. Platz

### Taekwondo
- Elaine Teo
Frauen, Klasse bis 49 Kilogramm: 10. Platz

### Turnen
- Ng Shu Wai
Einzelmehrkampf: 38. Platz
Barren: 78. Platz in der Qualifikation
Boden: 48. Platz in der Qualifikation
Pferdsprung: 41. Platz
Reck: 55. Platz in der Qualifikation
Ringe: 58. Platz in der Qualifikation
Seitpferd: 46. Platz in der Qualifikation

### Wasserspringen
- Bryan Lomas
Turmspringen: 19. Platz

- Leong Mun Yee
Frauen, Kunstspringen: 26. Platz
Frauen, Turmspringen: 21. Platz

- Gracie Junita
Frauen, Kunstspringen: 27. Platz